# Eleccions autonòmiques espanyoles de 2011

Partit amb major nombre d'escons a cada comunitat

Participació

Les eleccions autonòmiques espanyoles de 2011 són les eleccions autonòmiques que el 22 de maig del 2011 es van celebrar a la majoria de Comunitats Autònomes d'Espanya (excepte Catalunya, Andalusia, Galícia i País Basc) d'acord amb el que estableix la Llei Orgànica del Règim Electoral General. Van ser convocades per decret el 29 de març de 2011.
El mateix dia d'aquestes eleccions es van celebrar també les eleccions municipals a tot l'Estat, les eleccions a les assemblees de Ceuta i Melilla; a les Juntas Generales del País Basc; les dels Cabildos Insulares canaris; les eleccions als Consells Insulars de les illes Balears; les eleccions al Consell General d'Aran; i les dels consells de Navarra.
Les eleccions van estar marcades per la crisi de finals de la dècada del 2000 i la gestió d'aquesta per part del govern socialista a Espanya, les protestes dels indignats i l'aparició del nou partit polític d'esquerres Bildu. Com a conseqüència el partit socialista no va assolir la majoria d'escons a cap Comunitat Autònoma.